# .zm
.zm là tên miền quốc gia cấp cao nhất (ccTLD) của Zambia.